# Louis-Michel Le Peletier de Saint-Fargeau
Louis-Michel Le Peletier (též Lepeletier), markýz de Saint-Fargeau, (29. května 1760 Paříž – 20. ledna 1793 tamtéž) byl politik za Francouzské revoluce. Po jeho zavraždění royalistou byl uctíván jako revoluční mučedník a na několik let byl pohřben v Panthéonu. Jeho mladšími nevlastními bratry byli politik Félix Lepeletier (1767–1837) a entomolog Amédée Louis Michel Lepeletier (1770–1845).

## Životopis
Louis-Michel Le Peletier de Saint-Fargeau pocházel z bohaté a vlivné rodiny noblesse de robe. Narodil se jako syn předsedy pařížského parlamentu, barona du Péreuse. Mladý Le Peletier zdědil v roce 1778 rozsáhlé panství svého otce, od roku 1783 pracoval jako právník v pařížském Châteletu a v roce 1785 převzal otcovu kancelář.
Na jaře roku 1789 zvolila pařížská šlechta Le Peletiera zástupcem do generálních stavů. Hlasoval 6. května 1789 spolu se šlechtou a duchovenstvem proti hlasování na základě počtu poslanců. Poté, co se poslanci třetího stavu prohlásili za členy Národního shromáždění, se Le Peletier přidal na výslovné přání Ludvíka XVI. dne 27. června 1789 ke třetímu stavu. V následujících týdnech radikálně změnil své dosavadní názory a přes své bohatství a četná privilegia se stal obhájcem ideálů a cílů revoluce. V červenci 1789 vyzval k odvolání ministra financí Neckera a prosazoval 4. srpna 1789 zrušení privilegií vrchnosti. Kromě toho Le Peletier bojoval za rovnost občanů před zákonem a daňovými úřady a za základní práva zakotvená v ústavě. Vzdal se svého titulu, vzdal se bez náhrady svých panských práv a od té doby používal pouze své „pravé“ jméno Michel Le Peletier.
Od 21. června do 5. července 1790 Le Peletier úřadoval jako předseda Ústavodárného shromáždění. O něco později marně pracoval jako zpravodaj právního výboru ústavodárného shromáždění pro zrušení trestu smrti a trestu galejí a cejchování odsouzených. Podařilo se mu však zrušit mučení a nahradit způsob popravy oběšením (nebo dokonce lámání kolem a rozčtvrcením) stětím, které bylo provedeno rychle, a proto bylo považováno za méně bolestivé.
V září 1792 byl Michel Le Peletier zvolen do Národního konventu departementem Yonne, kde se nacházelo jeho panství a zámek Saint-Fargeau. Byl přívržencem Robespierrovy Hory a ve svém projevu z 30. dubna října 1792 pro potřebu neomezené svobody tisku. Dále Le Peletier napsal plán národního vzdělávání, který zahrnoval povinnou školní docházku pro všechny děti obou pohlaví ve věku od sedmi do dvanácti let. Tento projekt měl být financován prostřednictvím dodatečného zdanění bohatých vrstev. Ale Le Peletierův plán nebyl realizován, navzdory Robespierrovu energickému prosazování. V srpnu 1793 byl Le Peletierův plán zamítnut Národním konventem.
Dne 17. ledna 1793 předchozí odpůrce trestu smrti Le Peletier hlasoval pro popravu Ludvíka XVI. Když 20. ledna 1793 večeřel ve své oblíbené restauraci v Palais Royal, k němu přistoupil bývalý royalistický voják z Královské gardy a ubodal ho za souhlas s popravou krále. Vážně zraněný Le Peletier byl převezen do domu svého bratra Félixe a o několik hodin později tam zemřel. Pachatel Philippe Nicolas Marie de Pâris (1767–1793) původně plánoval atentát na nejvýše postaveného královraha Ludvíka Filipa, ale po nezdaru svého původního záměru se rozhodl zavraždit Michela Le Peletiera. Pâris po atentátu uprchl a zastřelil se během svého zatčení 31. ledna 1793.
Národní shromáždění adoptovalo Le Peletierovu dceru Suzanne (nadále známou jako Mademoiselle Nation) a v červnu 1793 jako prvnímu uspořádal Michelu Le Peletierovi státní pohřeb v Panthéonu. Malíř Jacques-Louis David zachytil mrtvého na svém obraze Poslední chvíle Michela Lepeletiera, který se stal kultovním objektem vlastenců.
Atentát na Le Peletiera a Jeana-Paula Marata zoufalými osamělými ozbrojenci vedl ke zvýšenému používání teroru.
Le Peletier byl uctíván jako mučedník revoluce spolu s Maratem a Josephem Chalierem. Po pádu Robespierra 9. thermidoru (27. července 1794) byl Davidův obraz ztracen a tělo Le Peletiera bylo odstraněno z Panthéonu a o něco později přeneseno do Saint-Fargeau. Michel Le Peletier našel místo svého posledního odpočinku na rodinném panství.
V Paříži je po něm ve 20. obvodu pojmenována čtvrť Saint-Fargeau, rue Saint-Fargeau, place Saint-Fargeau a také místní stanice metra Saint-Fargeau.